# Michał Stolarczyk
Michał Stolarczyk, właściwie Stanisław Stolarczyk (ur. 12 lipca 1916 w Jastrząbce, gm. Baranowo, zm. 26 grudnia 1981 w Przasnyszu) – kapłan katolicki, pasjonista.
Syn Franciszka i Eleonory z Gąsków. W latach 1930–34 był uczniem Szkoły Apostolskiej św. Gabriela od MB Bolesnej, prowadzonej przez oo. pasjonistów w Przasnyszu. Po ukończeniu 7 klas gimnazjalnych wstąpił do nowicjatu pasjonistów w Sadowiu k. Ostrowa Wlkp. W 1935 złożył pierwsze śluby czasowe i wrócił do Przasnysza, by rozpocząć studia teologiczne. W 1936 skierowany na dalsze studia do Rzymu. Święcenia kapłańskie przyjął w 1940. W 1942 uzyskał licencjat z teologii w Ateneum Dominikańskim Angelicum, w 1944 r. ukończył Papieski Instytut Biblijny. W latach 1945–47 wykładowca teologii biblijnej w międzynarodowym domu studiów na Monte Celio.
Wrócił do kraju w 1947 z nominacją na zastępcę przełożonego wiceprowincji polskiej zakonu. W latach 1947–49 mistrz nowicjatu w Sadowiu, od 1949 dyrektor kleryków i lektor w Wyższym Seminarium Zakonnym w Przasnyszu. Różne odpowiedzialne funkcje seminaryjne (m.in. prefekta studiów, dyrektora studentów i wykładowcy Pisma św.) pełnił do 1969, należąc niemal bez przerwy aż do śmierci do zarządu polskiej prowincji pasjonistów (w randze konsultora). Brał udział w kapitułach generalnych zgromadzenia, synodach i pracach różnych komisji jako delegat prowincji polskiej.
Od 1960 współpracował z redakcją Biblii Tysiąclecia, następnie tłumaczył psalmy do edycji Pisma św., zwanej Biblią poznańską. Jego dorobek pisarski obejmuje 13 pozycji poświęconych gł. problematyce biblijnej i zagadnieniom duchowości pasyjnej. W późniejszych latach zbierał dokumenty i świadectwa dotyczące o. Bernarda Kryszkiewicza, który zmarł w opinii świętości. Gorliwy rekolekcjonista, wieloletni kronikarz klasztoru pasjonistów w Przasnyszu. Pochowany w krypcie kościoła pasjonistów w Przasnyszu.